# Johannisbeer-Glasflügler

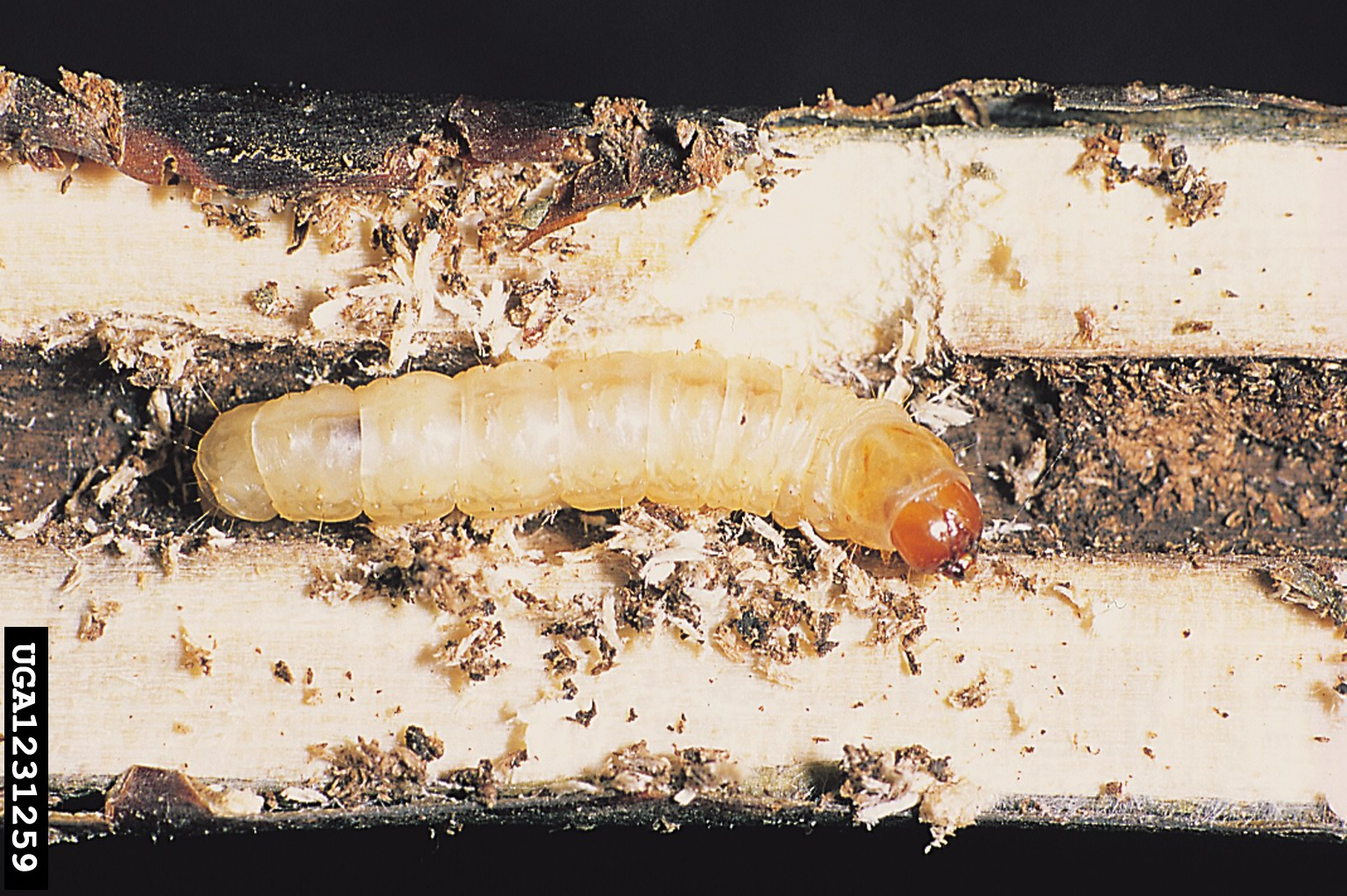
Raupe des Johannisbeer-Glasflüglers

Der Johannisbeer-Glasflügler (Synanthedon tipuliformis), früher zuweilen auch als Schnaken-Glasflügler bezeichnet, ist ein Schmetterling aus der Familie der Glasflügler (Sesiidae). Der wissenschaftliche Name der Art leitet sich von tipula = Schnake ab.

## Merkmale

### Falter
Die Falter haben durchsichtige Flügel, die nur an den Flügeladern, dem Diskalfleck und den Flügelrändern beschuppt sind. Die Schuppen glänzen in blauschwarzen Farbtönen. Die Falter erreichen eine Flügelspannweite von 10 bis 20 Millimetern. Im Bereich des Apex der Vorderflügel befinden sich schwach ausgebildete rötliche oder gelbliche Längsstreifen. In der Mitte ist ein länglicher schwarzbrauner Diskalfleck zu erkennen, der vom Vorder- bis zum Hinterrand reicht. Die Hinterflügel haben eine schmale dunkle Saumbinde sowie einen kleinen schwarzbraunen Diskalfleck. Die Fühler sind schwarz und auf der Unterseite gelb bestäubt. Der schwarze Thorax ist seitlich mit gelben Streifen versehen. Auf den Segmenten zwei, vier, sechs und sieben des schwarzen Abdomens befinden sich bei den Männchen dünne gelbe Ringe. Weibliche Falter zeigen auf den Segmenten zwei, vier und sechs ebenso gefärbte Ringe. Die Afterbüschel sind kräftig fächerförmig ausgebildet und von blauschwarzer Farbe.

### Ähnliche Arten
Es besteht eine große Ähnlichkeit zu den folgenden Arten:
- Spulers Glasflügler (Synanthedon spuleri)
- Alteichen-Glasflügler (Synanthedon conopiformis)
- Tannen-Glasflügler (Synanthedon cephiformis)
- Weidengallen-Glasflügler (Synanthedon flaviventris)
- Mistel-Glasflügler (Synanthedon loranthi)

Eine sichere Bestimmung der Arten sollte durch Spezialisten erfolgen, da die Unterschiede im äußeren Erscheinungsbild sehr gering sind.

## Geographische Verbreitung und Vorkommen
Der Johannisbeer-Glasflügler ist in Europa lokal verbreitet. Er fehlt jedoch auf der Iberischen Halbinsel. Richtung Osten erstreckt sich das Verbreitungsgebiet über Russland bis Ostsibirien und Zentralasien. Nach Australien und Neuseeland sowie in die USA wurde er eingeschleppt. Hauptlebensraum der Art sind Buschlandschaften, Waldränder, Heidegebiete, Steppen, Weinberge, Obstgärten und Ruderalflächen.

## Lebensweise
Die tagaktiven Falter fliegen in den Monaten Mai bis August, in höheren Lagen bis in den September. Besonders aktiv sind sie im Sonnenschein. Sie besuchen dann gerne die Blüten verschiedener Pflanzen. Die madenförmigen Raupen leben meist einjährig in den Markröhren der Triebe von älteren Beerensträuchern, insbesondere von Roter Johannisbeere (Ribes rubrum), Schwarzer Johannisbeere (Ribes nigrum), Gold-Johannisbeere (Ribes aureum), Alpen-Johannisbeere (Ribes alpinum) oder Stachelbeere (Ribes uva-crispa). In Obstplantagen können sie zuweilen schädlich auftreten. Sie überwintern und verpuppen sich im Frühjahr in den Trieben der Nahrungspflanze.

## Gefährdung
In Deutschland kommt der Johannisbeer-Glasflügler in allen Bundesländern vor und wird auf der Roten Liste gefährdeter Arten als nicht gefährdet eingestuft.